# اعاده
اعاده در اصطلاح بدیع آن است که کلمه یا کلماتی در مصراع دوم و در جمله‌ای دیگر به قصد تأکید تکرار شود، بی‌آنکه از نظر درک مفهوم بدان نیازی باشد. مانند این بیت از رودکی
| چو میر ابونصر آنجا برون کِشَد شمشیر |  | چو میر ابونصر آنجا به برکُنَد خَفتان |

که چو میر ابونصر آنجا صرفاً برای تأکید تکرار شده‌است.

## منبع
- شریفی، محمد (۱۳۸۷).  محمد‌رضا جعفری، ویراستار. فرهنگ ادبیات فارسی‌. تهران: فرهنگ نشر نو و انتشارات معین. شابک ۹۷۸-۹۶۴-۷۴۴۳-۴۱-۸.